# نیکلاس فارل
نیکلاس فارل (انگلیسی: Nicholas Farrell؛ زادهٔ ۱۹۵۵ میلادی) بازیگر اهل انگلستان است.
از فیلم‌ها یا برنامه‌های تلویزیونی که وی در آن نقش داشته است، می‌توان به توفند، در چله سرد زمستان، هملت، به سیم آخر زدن تری پرچت، پلانکت و مک‌لین و درس‌های رانندگی اشاره کرد.